# بار، شهرستان مکوپین، ایلینوی
بار (به انگلیسی: Barr) یک منطقهٔ مسکونی در ایالات متحده آمریکا است که در شهرستان مکوپین، ایلینوی واقع شده‌است. بار ۲۰۳٫۰ متر بالاتر از سطح دریا واقع شده‌است.